# Huitzitzilco
Huitzitzilco är en ort i Mexiko.   Den ligger i kommunen Ixhuatlán de Madero och delstaten Veracruz, i den sydöstra delen av landet, 180 km nordost om huvudstaden Mexico City. Huitzitzilco ligger 228 meter över havet och antalet invånare är 312.
Terrängen runt Huitzitzilco är lite kuperad. Runt Huitzitzilco är det ganska tätbefolkat, med 96 invånare per kvadratkilometer. Närmaste större samhälle är Tlachichilco, 17,3 km väster om Huitzitzilco. Omgivningarna runt Huitzitzilco är en mosaik av jordbruksmark och naturlig växtlighet.